# Carl Kühne KG

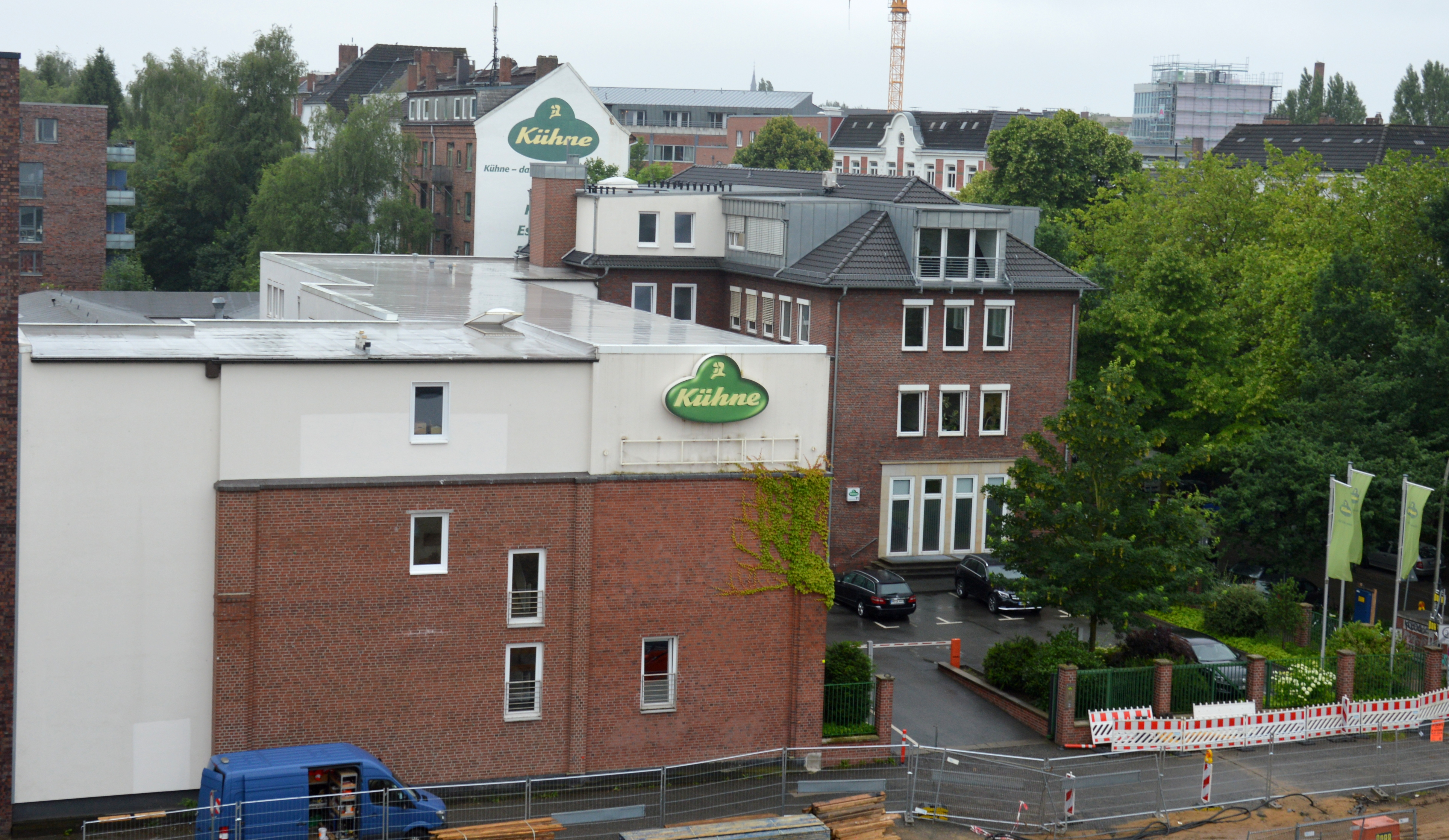
Sitz in Hamburg, 2017

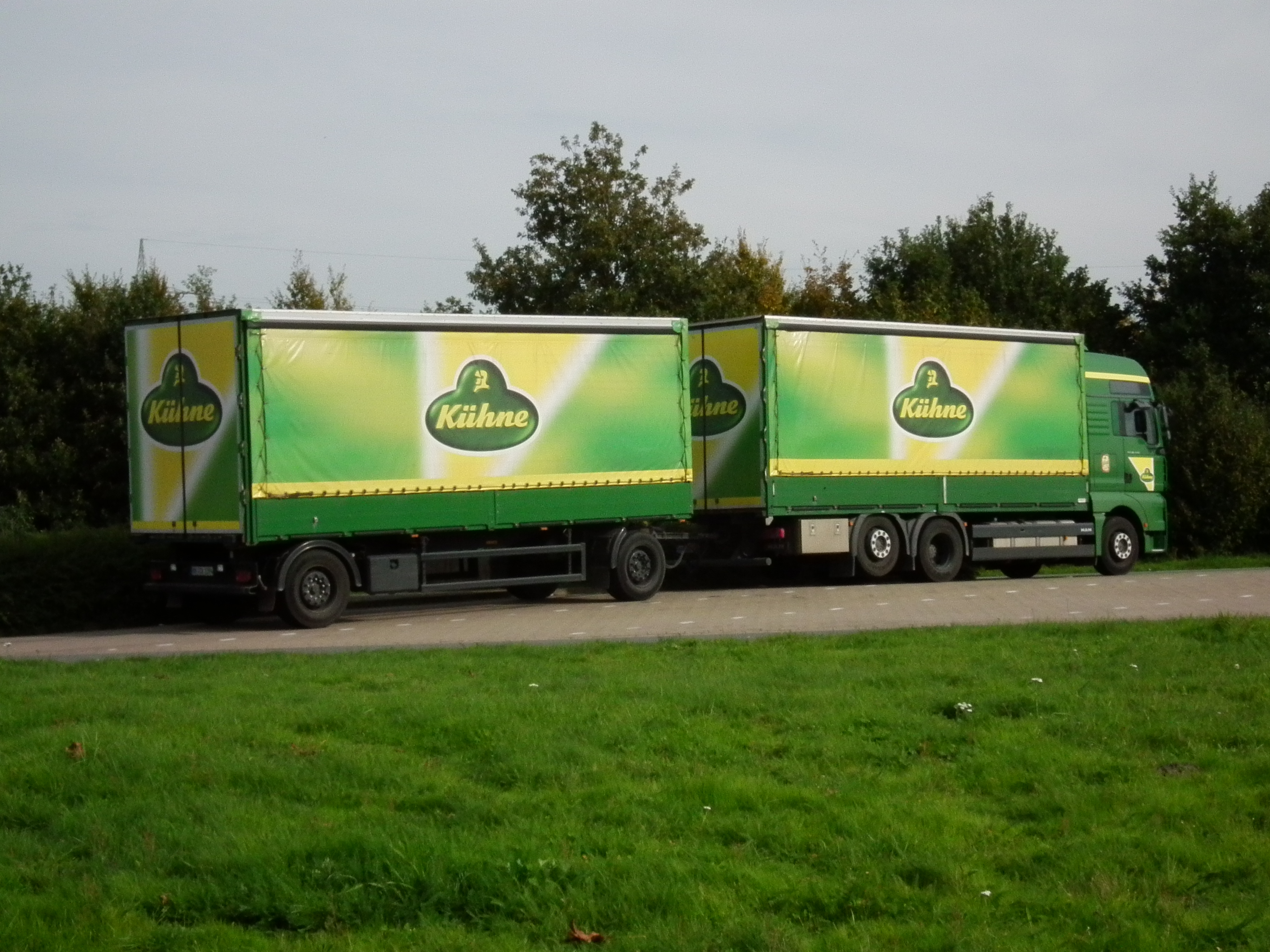
LKW der Carl Kühne KG

Die Carl Kühne KG (GmbH & Co.) ist ein deutscher Lebensmittelhersteller mit Sitz in Hamburg, der überwiegend Essige und Feinkost produziert.
Das Unternehmen befindet sich vollständig im Besitz von sieben Mitgliedern der Familie Kühne (Stand: Juni 2024).
Als einer der größten Essig-, Gurken- und Senfproduzenten Europas verkauft das Unternehmen seine Produkte in über 50 Länder. Neben dem Angebot für den Endverbraucher beliefert Kühne auch die Systemgastronomie und die Lebensmittelindustrie. Zwei Drittel des Umsatzes werden im Inland und ein Drittel im Ausland generiert.

## Firmendaten
Insgesamt verfügt die Kühne-Gruppe 2022 über fünf Produktionsstandorte im Inland (Berlin, Hagenow, Hamm, Schweinfurt, Straelen) und fünf Produktionsstandorte im Ausland (Dijon/Frankreich, Wałbrzych/Polen, Izmir/Türkei, Kozarska Dubica/Bosnien und Herzegowina, Sremska Mitrovica/Serbien).

## Marken
Zur Unternehmensgruppe zählen neben der Marke Kühne außerdem die folgenden Marken:
- Européenne de Condiments/„Moutarde“; ehem. Bornier (Frankreich)/(„Pikarome“)
- Gundelsheim (Export)
- Kauffmann („Kressi“)
- Luycks (Benelux)
- TONOLI[2] Feinkost (unter der Firmenbezeichnung „Gritto-Werke, 19230 Hagenow“; d. W. als „Gritto GmbH, Sudenhofer Straße 5, 19230 Hagenow[3]“)
- Uyttewaal (Benelux)
- Téméraire (Frankreich)

## Geschichte

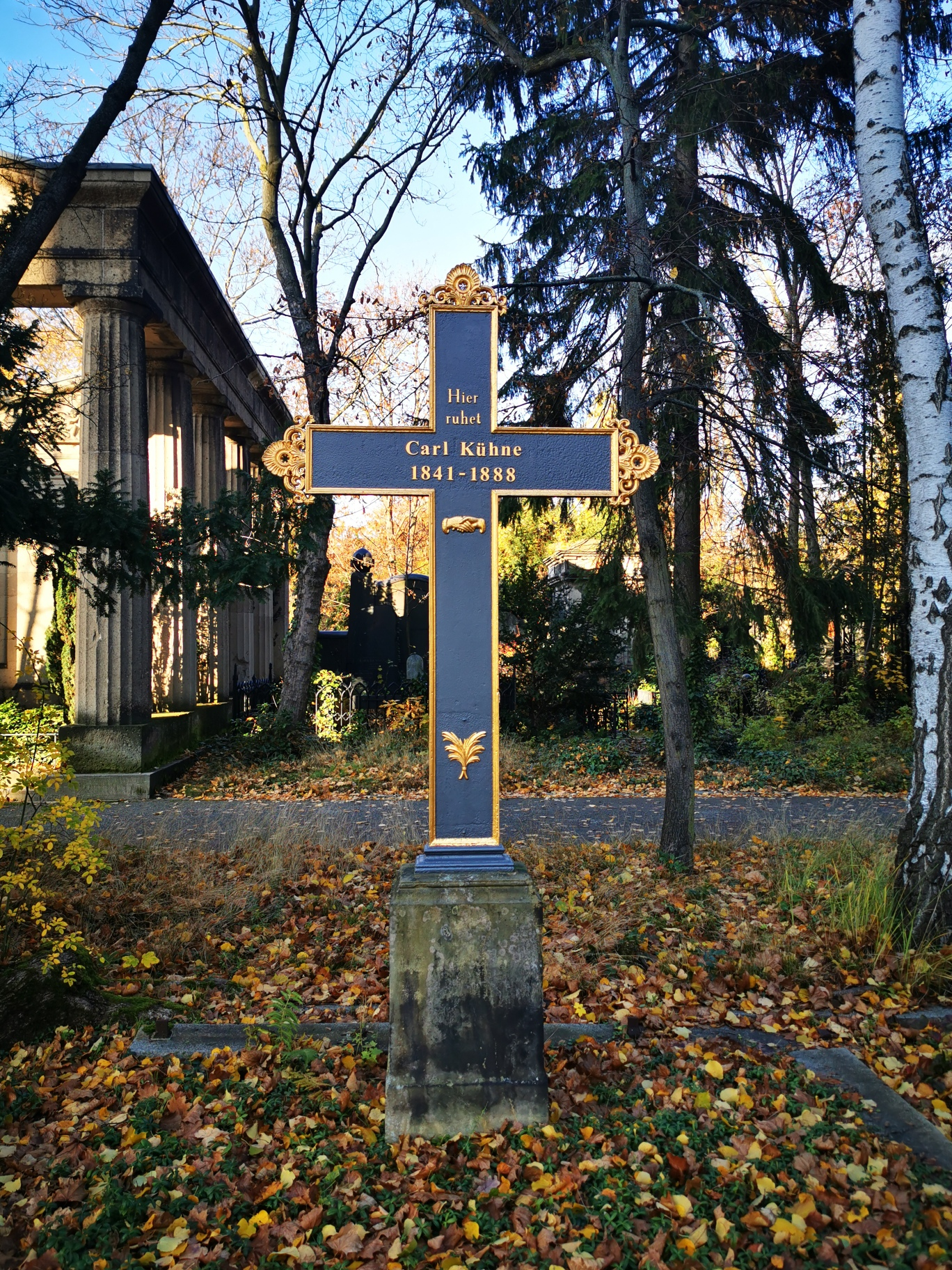
Grabmal Carl Kühne auf dem Friedhof Georgen-Parochial I in Berlin-Prenzlauer Berg

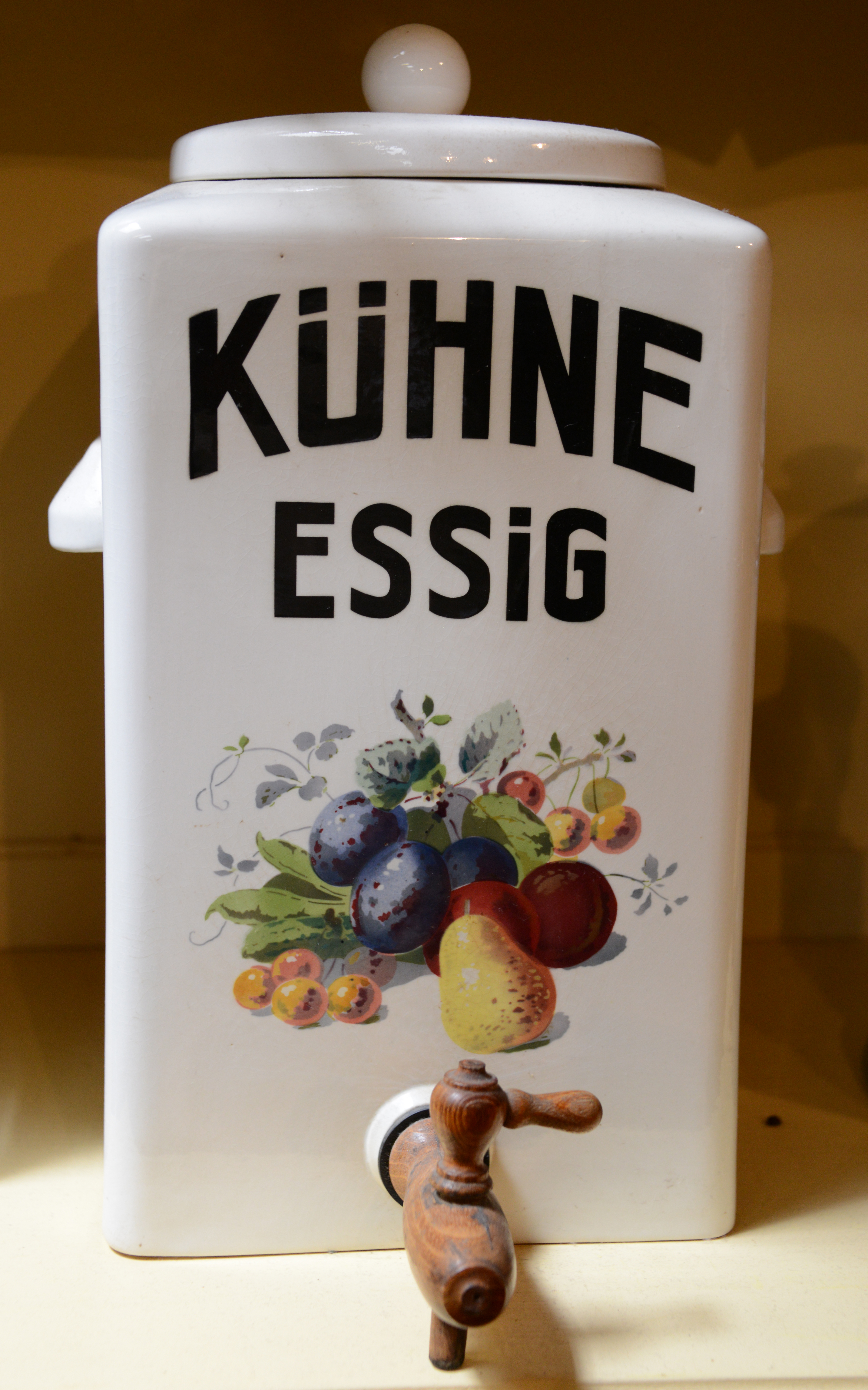
Essiggefäß (20. Jahrhundert) im Kreismuseum Syke

Johann Daniel Epinius gründete 1722 eine Essigbrauerei in Berlin. Die Witwe Epinius verkaufte das Unternehmen 1761 an die Familie Kühne, namentlich Friedrich Wilhelm Kühne.
Die 1795 in der „Alten Jacobstraße“ in Berlin-Kreuzberg gebaute größere Essigfabrik wurde für die nächsten 40 Jahre Produktionsstandort.
Carl Ernst Wilhelm Kühne übernahm 1832 den Betrieb und führte als erster das Schützenbach’sche Schnell-Essig-Fabrikationsverfahren in Bildnern ein. Das Unternehmen erhielt seinen heutigen Namen. In der Berliner „Neue Grünstraße“ baute Kühne 1835 eine neue, sehr viel größere Fabrik.
Carl Kühne übernahm 1867 das Unternehmen und wurde 1876 von Kaiser Wilhelm I. zum Hoflieferanten ernannt. Sein Grab und das seiner 1921 verstorbenen Ehefrau Elise befinden sich auf dem Friedhof Georgen-Parochial I in Berlin-Prenzlauer Berg. Kühnes Grab wurde in der Nachwendezeit restauriert.
Wilhelm Kühne trat 1888 die Nachfolge seines Vaters an. Es entstanden neue Fabriken in Hamburg und an der Küste, in der Nähe der fischverarbeitenden Industrie. 1896 entschloss sich Kühne, Senf in das Produktionsprogramm aufzunehmen. In Berlin wurde in der Belle-Alliance-Straße (heute Mehringdamm) eine neue Produktionsstätte in Betrieb genommen.
Kühne führte 1902 nach englischem Vorbild Mayonnaise als Fertigprodukt in den deutschen Markt ein und begann 1903 die Produktion von Gewürzgurken.
1905 nahm Kühne Sauerkraut in sein Produktionsprogramm auf. Unter der Marke „Surol“ verkaufte Kühne Essig in Flaschen und schaffte damit einen der ersten Markenartikel in Deutschland.
Das Unternehmen umfasste 1939 20 Zweigbetriebe, vor allem im Norden, Westen und Osten Deutschlands.
Nach dem Ende des Zweiten Weltkriegs 1945 waren nahezu alle Betriebe schwer angeschlagen oder zerstört. Die Niederlassung in Hamburg wurde der neue Hauptsitz des Unternehmens.
Die alten Berliner Betriebe wurden 1949 durch einen Neubau in Reinickendorf ersetzt. Hier produzierte das Unternehmen Essig und Senf, später auch Ketchup und Grill-Soßen. Im gleichen Jahr wurde ein Betrieb in Straelen-Herongen und weitere in ganz Deutschland aufgebaut.
Kühne brachte 1957 als erster Hersteller einen tafelfertigen Rotkohl, eines der ersten Convenience-Produkte, auf den deutschen Markt. Der Senf- und Essighersteller Tonoli aus Steinach im Kinzigtal wurde 1969 von Kühne übernommen. Carl Wilhelm Kühne trat als persönlich haftender Gesellschafter (1975 bis 1993) in das Unternehmen ein.
Die Essigfabrik im Werk Hamburg brannte 1995 vollständig ab. Ein Jahr später begann Kühne mit dem Bau einer neuen Essigfabrik in Hagenow (Mecklenburg-Vorpommern).
Kühne übernahm 2003 die Oswaldowski GmbH. 2008 eröffnete Kühne einen Lagerverkauf in Straelen-Herongen.
Die Carl Kühne KG wurde 2025 für die Kampagne ‚Iss ein Scandalo‘ rund um die Rotkohl-Pizza sowohl mit dem ADC Award in Bronze (Kategorie Brand Communications) als auch mit dem Deutschen Digital Award in Bronze (Kategorie Social Media Campaign) ausgezeichnet.